# Aiphanes verrucosa
Aiphanes verrucosa là loài thực vật có hoa thuộc họ Arecaceae. Loài này được Borchs. & Balslev mô tả khoa học đầu tiên năm 1989.